# هیسایوکی توریئومی
هیسایوکی توریئومی (انگلیسی: Hisayuki Toriumi; ۹ ژوئیهٔ ۱۹۴۱ – ۲۳ ژانویهٔ ۲۰۰۹) کارگردان فیلم، فیلم‌نامه‌نویس، رمان‌نویس اهل ژاپن بود.